# Banka Modi
Banka Modi est une localité du Cameroun située dans le département du Mayo-Kani et la Région de l'Extrême-Nord. Elle fait partie de la commune de Moulvoudaye et du canton de Moulvoudaye rural. 

## Population
En 1976, elle comptait 63 habitants, des Peuls. 
Lors du recensement de 2005, 903 personnes y ont été dénombrées.